# Bellatrix (skivbolag)
Bellatrix var ett skivbolag som var verksamt i Malmö under åren 1978-80. Bellatrix ägdes av Dan Tillberg som år 1977 hade öppnat en egen inspelningsstudio med samma namn i staden, i vilken en lång rad artister gjorde skivinspelningar.
Utöver Tillbergs egna inspelningar utgavs på skivbolaget Bellatrix även skivor med artister som Christer Boustedt, Ronny Carlsson, Kal P. Dal, Fiendens musik, Niels Jensen, Mixed media, Press, Lasse Werner med flera.